# Handelsregistret
Handelsregistret är ett offentligt register i Finland med uppgifter om företag. Företagen anmäler och avanmäler sig dit själva. Vanligtvis skall företagen lämna in bokslutsuppgifter till handelsregistret.  Registret ingår i den finländska myndigheten Patent- och registerstyrelsen.
Det svenska handelsregistret förs av Bolagsverket och omfattar enkla bolag, enskilda firmor, handelsbolag, kommanditbolag samt ideella föreningar som utöver näringsverksamhet. 